# Mammillaria berkiana
Espèce
Statut de conservation UICN

 VU B1ab(iii,v)+2ab(iii,v) : Vulnérable
Mammillaria berkiana est une espèce de cactus du genre Mammillaria, endémique au Mexique. Son habitat naturel est un désert chaud. Elle a été découverte par Alfred B. Lau le 18 avril 1980.

## Description
La plante est constituée d'un tronc central, couvert d'épines à la pointe recourbée, placées autour de nœuds doublées de poils. Ces poils servent principalement à réguler la consommation et la retenue de l'eau dans la plante, une meilleure régulation de la température et une barrière pour certains insectes.
La floraison (en Europe et plus généralement au niveau du tropique du Cancer) se fait de mars à juillet. Les fleurs se présentent la plupart du temps en couronne, sur la partie supérieure de la plante, exposée à la lumière du soleil et aux insectes et oiseaux pollinisateurs.
C'est un cactus solitaire devenant cespiteux, à tiges sphériques de 4-6cm de diamètre. Les tubercules sont cylindriques, de 4-5mm de long sur 3mm de large à la base, sans latex. Racines fibreuses.

## Étymologie
Le terme provient de deux mots latins: 
Mammillaria: en forme de mamelle, proéminence.
et 
berkiana: en l'honneur de Horst Berk.

## Habitat
M. berkiana est originaire du Mexique, de l'état de Jalisco et de la Sierra Huichol et pousse généralement de 1800 à 2400m d'altitude.
L'espèce est considérée comme menacée d'extinction car son nombre est passé de 5000 en 1994 à moins de 100 en 1999 sur une superficie de seulement 1 km²

## Synonymes et/ou sous-espèces
- Mammillaria mercadensis